# Opheltes macrothorax
Opheltes macrothorax är en skalbaggsart som först beskrevs av Xavier Montrouzier 1861.  Opheltes macrothorax ingår i släktet Opheltes och familjen långhorningar. Inga underarter finns listade i Catalogue of Life.